# Cordillera Urubamba
Die Cordillera Urubamba ist ein Gebirgszug in der peruanischen Ostkordillere der Anden. Das Gebirge ist nur in geringem Maße vergletschert.

## Lage
Die Cordillera Urubamba befindet sich 30 km nördlich der Stadt Cusco in der Region Cusco in Südzentral-Peru. Der Gebirgszug verläuft über eine Strecke von etwa 80 km in westnordwestlicher Richtung. Südlich des Gebirges befindet sich das Andenhochland, nördlich trennen niedrigere Höhenkämme das Gebirge vom Amazonastiefland. Der Río Urubamba begrenzt das Gebirge im Süden und im Westen. Dessen Nebenflüsse Río Lucumayo und Río Yanatile entwässern die Cordillera Urubamba nach Westen und nach Norden. Im Westen findet der Gebirgszug seine Fortsetzung in der Cordillera Vilcabamba. Etwa 80 km weiter südöstlich befindet sich die Cordillera Vilcanota.

## Berge und Gipfel
Im Folgenden eine Liste von Bergen und Gipfeln in der Cordillera Urubamba:
| Name (hispanisiert) | Name (Quechua) | Höhe in m |                            | Distrikte                |
| ------------------- | -------------- | --------- | -------------------------- | ------------------------ |
| Sahuasiray          | Sawasiray      | 5818      | -13.21368 -71.98857 5818   | Calca, Lares             |
| Verónica            | Willka Wiqi    | 5683      | -13.16484 -72.32607 5683   | Huayopata, Ollantaytambo |
| Chicón              | Ch'iqun        | 5530      | -13.231601 -72.058104 5530 | Calca, Urubamba          |
| Halancoma           | Halanquma      | 5367      | -13.18498 -72.25306 5367   | Ollantaytambo            |
| Huajayhuillca       | Waqay Willka   | 5361      | -13.165 -72.370556 5361    | Huayopata, Ollantaytambo |
| Sirihuani           | Siriwani       | 5359      | -13.20006 -72.04449 5359   | Calca, Lares             |
| Pumahuanca          | Pumawank'a     | 5318      | -13.188056 -72.137778 5318 | Lares, Urubamba          |
| Marconi             | Marquni        | 5300      | -13.159167 -72.351944 5300 | Huayopata, Ollantaytambo |
| Ancasmarca          |                | 5198      | -13.251667 -71.985278 5198 | Calca                    |
| Huamanchoque        |                | 5156      | -13.256944 -72.011667 5156 | Calca                    |
| Ccerayoc            | Q'irayuq       | 5092      | -13.211389 -71.954444 5092 | Calca                    |
| Condorhuachana      | Kunturwachana  | 5073      | -13.224444 -71.974167 5073 | Calca                    |
| Capacsaya           | Qhapaqsaya     | 5044      | -13.18932 -72.11176 5044   | Lares, Urubamba          |
| Huacratanca         |                | 5024      | -13.143333 -72.231667 5024 | Ollantaytambo            |
| Huarmaripayoc       |                | 5000      | -13.16502 -72.24283 5000   | Ollantaytambo            |